# Ропажи
Ро́пажи — населённый пункт («крупное село», латыш. lielciems) в Видземе (Латвия), административный центр Ропажской волости. Находится на левом берегу реки Лиела-Югла. Через посёлок проходит региональная дорога P10 (Инчукалнс — Ропажи — Икшкиле). Расстояние до Огре — 23 км, до Риги — 34 км. На берегу реки Лиела-Югла расположены парк с эстрадой, руины замка, муниципальное здание. Есть также лютеранская церковь, Ропажская средняя школа, спортивный комплекс, библиотека, несколько магазинов, автозаправка, несколько памятных мест.

## Происхождение названия
Название «Ропажи» (Ropaži), вероятно, происходит от ливского слова «roudōpois», что по-латышски означает «железный парень» и предполагает, что в доисторические времена здесь добывали болотную руду для плавки железа. На протяжении веков первоначальное местное название Roudōpois в латинских и немецких источниках изменилось на Rodopoys, Rodepoys, Rodenpois, Rodenpoes, Rodenpeisz, пока в латышском языке не появилось окончание «-aži», типичное для латвийских переводов ливских названий мест (таких как Лимбажи, Аллажи и т. д.).

## История
Ропажи — древнее поселение, впервые упомянутое в 1205 году в Хронике Индрикса. Около 1320 года построен Ропажский замок Ливонского ордена, который был разрушен во время Ливонской войны. Волостной центр Ропажи существовал с 19 века, с 2009 года по 2021 год он являлся краевым центром.

### Достопримечательности
- Руины замка Ропажи (замок, построенный в XIV веке и разрушенный в XVI веке);
- Ропажская лютеранская церковь (построена в 1893 году);
- Парк Ропажи.

### Исторические события
- Битва при Ропажи (1205)

## География
Ропажи находится на одноимённой равнине в Центрально-Латвийской низменности. Поселение образовалось на левом берегу реки Лиела-Югла в её среднем течении. Недалеко от Ропажи в русле Лиела-Югла отлагается доломит, русло с небольшими крутыми берегами.

### Динамика населения
| 1989 | 2000 | 2009 | 2022 |
| ---- | ---- | ---- | ---- |
| 1083 | 1157 | 1803 | 1681 |

### Образовательные учреждения
- Ропажская средняя школа;
- Дошкольное образовательное учреждение Annele;
- Ропажская школа музыки и искусства Rodenpois[5].

## Галерея
- На въезде в Ропажи
- Ропажская средняя школа
- Руины замка Ропажи